# Pierre Carrier-Belleuse

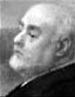
Pierra Carrier-Belleuse

Pierre Carrier-Belleuse (* 29. Januar 1851 in Paris; † 1932 ebenda) war ein französischer Maler.

## Leben
Carrier-Belleuse stammte aus einer Künstlerfamilie: sein Vater war der Maler Albert-Ernest Carrier-Belleuse und der Maler Louis-Robert Carrier-Belleuse war sein Bruder.
Seinen ersten künstlerischen Unterricht erhielt Carrier-Belleuse – gleich seinem Bruder – durch den Vater. Später kam er dann an die École des Beaux-Arts und wurde dort erneut von seinem Vater unterrichtet. Später wurde er auch von Alexandre Cabanel unterrichtet. Durch die Unterstützung von Cabanel wurde es Carrier-Belleuse 1875 ermöglicht, an der großen Jahresausstellung des Salon de Paris teilzunehmen.
Ab dieser Zeit nahm er regelmäßig am Salon teil und wurde 1889 zusammen mit Daniel Ridgway Knight eingeladen, an der Weltausstellung teilzunehmen.

## Werke (Auswahl)

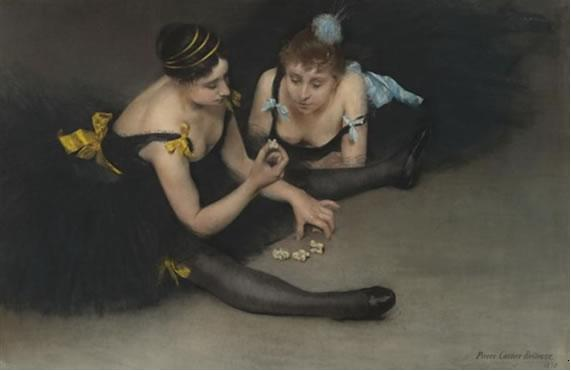
Deux ballerines, um 1900

- La danseuse. 1897.
- Fantaisie. 1874.
- Esquisse d’un moment. 1883.
- Nu couché. 1899.
- Nu sous un parasol. 1895.